# Clinton Hart Merriam
Clinton Hart Merriam (New York, 5 dicembre 1855 – Berkeley, 19 marzo 1942) è stato uno zoologo, ornitologo, entomologo ed etnografo statunitense.
Nacque a New York nel 1855. Suo padre, Clinton Levi Merriam, era un membro del congresso U.S.A. Studiò biologia e anatomia alla Yale University e si laureò in medicina alla Scuola di Fisica e Chirurgia della Columbia University nel 1879.
Nel 1886, divenne capo principale della Divisione di Ornitologia e Mammalogia Economica del Dipartimento dell'Agricoltura degli Stati Uniti, predecessore del National Wildlife Research Center e dell'United States Fish and Wildlife Service. Nel 1888, fu uno dei membri fondatori della National Geographic Society. Sviluppò il concetto di «zone vitali» per classificare i biomi del Nordamerica. In mammalogia, è noto come eccessivo suddivisore, avendo proposto, ad esempio, decine di diverse specie di orsi bruni nordamericani, divisi in vari generi.
Nel 1889, aiutò il magnate delle ferrovie E. H. Harriman ad organizzare un viaggio di esplorazione lungo le coste dell'Alaska.
Alcune specie animali portano tuttora il nome di Merriam, come il tacchino selvatico di Merriam, Meliagris gallopavo meriami, l'estinto wapiti di Merriam, Cervus elaphus merriami, e il chipmunk di Merriam, Tamias merriami.
Negli ultimi anni, insieme alla famiglia Harriman, gli interessi di Merriam si focalizzarono sullo studio e l'assistenza delle tribù indiane degli Stati Uniti occidentali. Ricordiamo il suo contributo nello studio dei miti dei nativi della California centrale
Sua sorella Florence Augusta Merriam Bailey fu una celebre ornitologa e introdusse l'idea delle guide per l'identificazione degli uccelli.
Morì a Berkeley, in California, nel 1942.